# Pterhemia excissa
Pterhemia excissa är en fjärilsart som beskrevs av William Schaus 1913. Pterhemia excissa ingår i släktet Pterhemia och familjen nattflyn. Inga underarter finns listade.